# 西藏自治区未成年犯管教所
西藏自治区未成年犯管教所是隶属于西藏自治区监狱管理局的未成年犯管教所。该所坐落在西藏自治区拉萨市，专门负责关押和教育未成年犯。

## 沿革
2005年9月28日，西藏自治区未成年犯管教所举行了揭牌仪式。